# Socata ST-10
Die  Socata ST-10 Diplomate war ein leichtes Sport- und Reiseflugzeug des französischen Herstellers SOCATA für vier Personen.

## Geschichte und Ausstattung
Aus dem Ganzmetallflugzeug Gardan GY-80 entwickelte der französische Hersteller SOCATA einen neuen Typ mit verlängertem Rumpf, modifiziertem Leitwerk und stärkerem Motor. Das überarbeitete Hauptfahrwerk kann komplett in die Tragflächen und das Bugrad teilweise in die Flugzeugnase eingezogen werden. Der Prototyp hatte zuerst die Bezeichnung Super Horizon und wurde dann in Provence umbenannt. Zu Beginn der Serienfertigung im Jahre 1969 wurde der Name in Socata ST-10 Diplomate geändert. Da sich der Verkauf nur sehr schleppend entwickelte, wurde er nach dem 57. Exemplar eingestellt.

## Technische Daten
| Kenngröße             | Daten                                                        |
| --------------------- | ------------------------------------------------------------ |
| Besatzung             | 1                                                            |
| Passagiere            | 4                                                            |
| Länge                 | 7,26 m                                                       |
| Spannweite            | 9,70 m                                                       |
| max. Startmasse       | 1220 kg                                                      |
| Antrieb               | ein Kolbenmotor Avco-Lycoming-IO-360-C1B mit 149 kW (203 PS) |
| Höchstgeschwindigkeit | 280 km/h auf Meereshöhe                                      |
| Reichweite            | 1380 km                                                      |

## Zwischenfälle
In der Nutzungszeit dieses Flugzeugtyps gab es bisher vier Unfälle ohne einen tödlichen Ausgang.